# Arenaria kotschyana
Arenaria kotschyana är en nejlikväxtart. Arenaria kotschyana ingår i släktet narvar, och familjen nejlikväxter.

## Underarter
Arten delas in i följande underarter:
- A. k. kotschyana
- A. k. stenophylla